# Wüstheuterode
Wüstheuterode is een plaats in de Duitse deelstaat Thüringen, en maakt deel uit van de Landkreis Eichsfeld.
Wüstheuterode telt 579 inwoners.